# 西蒂空·塔马辛
西蒂空·塔马辛（1995年4月7日—），泰國男子羽毛球運動員。

## 簡歷
2011年7月，西蒂空·塔马辛出戰新加坡羽毛球國際系列賽，在準决赛中以0比2 （17-21、10-21）不敌日本的古財和輝，赢得季军。
2012年8月，西蒂空·塔马辛出戰新加坡羽毛球國際系列賽，在决赛中以2比1 （22-20、8-21、21-8）击败了赛会头号种子、东道主的陈勇肇，首次赢得国际挑战赛男單冠軍。
2013年3月，西蒂空·塔马辛出戰樂魚羽毛球國際系列賽，在决赛中以2比0 （21-11、21-16）横扫赛会2号种子、同胞的帕利亚瓦特·松努阿姆，赢得第二个国际挑战赛的冠军。同年6月，他出戰泰國羽毛球黃金大獎賽，在準决赛中以0比2 （14-21、18-21）不敌赛会13号种子、印度的斯里坎特·基达姆比，创下个人在大奖赛的四强佳绩。接着7月，西蒂空·塔马辛代表泰國出戰在馬來西亞沙巴州亞庇市舉行的亞洲青年羽毛球錦標賽，拿得男子單打比賽季軍。
2014年3月，西蒂空·塔马辛出戰馬來西亞羽毛球黃金大獎賽，在準决赛中以1比2 （12-21、21-19、18-21）不敌赛会15号种子、印尼的西蒙·桑托索。年底12月，他出戰美國羽毛球大獎賽，在準决赛中以1比2 (14-21、21-17、19-21）不敌赛会头号种子、中華台北的許仁豪。
2017年10月，西蒂空·塔马辛出戰印尼羽毛球國際挑戰賽，在决赛中以0比2 （8-21、11-21）不敌赛会3号种子、东道主的谢萨·希伦·雷斯塔维托。随后11月，他出戰印度羽毛球國際挑戰賽，在决赛中以2比1 （15-21、21-14、21-19）力克赛会6号种子、印度新秀的拉克什亚·森，赢得冠军。

## 主要比賽成績
只列出曾進入準決賽的國際賽事成績：
| 年份   | 賽事                     | 公開賽級別 | 項目     | 成績   |
| ------ | ------------------------ | ---------- | -------- | ------ |
| 2011年 | 新加坡羽毛球國際系列賽   | 國際系列賽 | 男子單打 | 準決賽 |
| 2012年 | 新加坡羽毛球國際系列賽   | 國際系列賽 | 男子單打 | 冠軍   |
| 2013年 | 樂魚羽毛球國際系列賽     | 國際系列賽 | 男子單打 | 冠軍   |
| 2013年 | 泰國羽毛球黃金大獎賽     | 黃金大獎賽 | 男子單打 | 準決賽 |
| 2013年 | 亞洲青年羽毛球錦標賽     | 其他       | 男子單打 | 季軍   |
| 2014年 | 馬來西亞羽毛球黃金大獎賽 | 黃金大獎賽 | 男子單打 | 準決賽 |
| 2014年 | 美國羽毛球大獎賽         | 大獎賽     | 男子單打 | 準決賽 |
| 2017年 | 印尼羽毛球國際挑戰賽     | 國際挑戰賽 | 男子單打 | 亞軍   |
| 2017年 | 印度羽毛球國際挑戰賽     | 國際挑戰賽 | 男子單打 | 冠軍   |
| 2018年 | 秋田羽毛球大師賽         | 超級100賽  | 男子單打 | 冠軍   |
| 2018年 | 澳門羽毛球公開賽         | 超級300賽  | 男子單打 | 準決賽 |
| 2018年 | 西德·莫迪羽毛球國際賽    | 超級300賽  | 男子單打 | 準決賽 |
| 2018年 | 韓國羽毛球大師賽         | 超級300賽  | 男子單打 | 準決賽 |
| 2019年 | 蘇迪曼盃                 | 其他       | 混合團體 | 季軍   |
| 2019年 | 澳門羽球公開賽           | 超級300賽  | 男子單打 | 冠軍   |
| 2019年 | 東南亞運動會羽球比賽     | 其他       | 男子團體 | 銅牌   |
| 2019年 | 東南亞運動會羽球比賽     | 其他       | 男子單打 | 銅牌   |
| 2022年 | 韓國羽毛球大師賽         | 超級300賽  | 男子單打 | 準決賽 |
| 2022年 | 東南亞運動會羽毛球比賽   | 其他       | 男子團體 | 金牌   |
| 2023年 | 亞洲羽球混合團體錦標賽   | 其他       | 混合團體 | 季軍   |
| 2023年 | 東南亞運動會羽毛球比賽   | 其他       | 男子團體 | 銅牌   |

| 2007-2017年 | 首要超級賽 | 超級賽 | 黃金大獎賽 | 大獎賽 | 國際挑戰賽 | 國際系列賽 | 未來系列賽 | 其他 |

| 2018-2026年 | 總決賽 | 超級1000賽 | 超級750賽 | 超級500賽 | 超級300賽 | 超級100賽 | 國際挑戰賽 | 國際系列賽 | 未來系列賽 | 其他 |

### 奧運會和世錦賽參賽紀錄
|          | 2021 | 2022 |
| -------- | ---- | ---- |
| 男子單打 | 64強 | 16強 |